# Lissomus robustus
Lissomus robustus là một loài bọ cánh cứng trong họ Elateridae. Loài này được Gerstaecker miêu tả khoa học năm 1860.